# 勝浦郵便局
勝浦郵便局（かつうらゆうびんきょく）
- 千葉県勝浦市にある郵便局。本記事にて記述する。
- 徳島県勝浦郡勝浦町にある郵便局。局番号は62015。

勝浦簡易郵便局（かつうらかんいゆうびんきょく）
- 福岡県福津市にある簡易郵便局。局番号は74803。
- 鹿児島県大島郡瀬戸内町にある簡易郵便局。局番号は79713。

勝浦郵便局（かつうらゆうびんきょく）は千葉県勝浦市にある郵便局。民営化前の分類では集配普通郵便局であった。

## 概要
住所：〒299-5299 千葉県勝浦市墨名816-1

## 沿革
- 1873年（明治6年） - 勝浦郵便取扱所として開設[1]。
- 1875年（明治8年）1月1日 - 勝浦（五等）郵便局となる。
- 1879年（明治12年） - 為替・貯金取扱を開始。
- 1894年（明治27年）2月25日 - 勝浦郵便電信局となる。
- 1903年（明治36年）4月1日 - 通信官署官制の施行に伴い勝浦郵便局となる。
- 1949年（昭和24年）5月25日 - 特定郵便局から普通郵便局に局種別改定[2]。
- 1956年（昭和31年）11月1日 - 電話通話事務の取扱を開始[3]。
- 1957年（昭和32年）3月11日 - 和文電報受付事務の取扱を開始。
- 1960年（昭和35年）11月24日 - 興津郵便局から集配業務を移管。
- 1982年（昭和57年）3月29日 - 総野郵便局から集配業務を移管。
- 1991年（平成3年）10月1日 - 外国通貨の両替および旅行小切手の売買に関する業務取扱を開始。
- 2007年（平成19年）10月1日 - 民営化に伴い、併設された郵便事業勝浦支店に一部業務を移管。
- 2012年（平成24年）10月1日 - 日本郵便株式会社発足に伴い、郵便事業勝浦支店を勝浦郵便局に統合。

## 取扱内容
- 郵便、印紙、ゆうパック、内容証明
- 貯金、為替、振替、振込、国際送金、外貨両替・トラベラーズチェック、国債、投資信託
- 生命保険、バイク自賠責保険、自動車保険
- ゆうちょ銀行ATM
- 勝浦市内の集配業務
- ゆうゆう窓口

## 周辺
- 墨名市営駐車場（旧勝浦市民会館跡地）
- KAPPYビジターセンター
- 三日月シーパークホテル勝浦
- 勝浦中央海水浴場
- 勝浦漁港
- 国道129号
- 国道297号

## アクセス
- JR外房線 勝浦駅から徒歩約7分
- 小湊バス 勝浦駅入口停留所下車
- 駐車場あり：9台